# Stadio Quercia
Lo Stadio Quercia è un impianto sportivo di Rovereto, abilitato per le manifestazioni internazionali di atletica leggera, che dal 1965 ospita il Palio Città della Quercia.

## Storia
Progettato dall'ingegnere Guido Tomasi (1925-2021) è stato inaugurato il 3 ottobre 1964.
Con i lavori eseguiti nel 2009 lo stadio è stato dotato di una nuova pista a 8 corsie e di nuove pedane di atletica leggera, realizzate dalla italiana Mondo, e di un nuovo impianto di illuminazione.
Con i lavori eseguiti nel 2019 sono state rifatte la pista e le pedane di atletica leggera, realizzate dalla tedesca Regupol. È inoltre prevista la costruzione di un impianto indoor co-finanziato dalla Provincia autonoma di Trento e dal CONI.

## Atletica leggera
A seguito dei lavori di rifacimento del 2019 lo Stadio Quercia è dotato di una pista a 8 corsie con doppio rettilineo, completa di doppia zona attrezzata per il salto in lungo, salto triplo, salto in alto e salto con l'asta. Il manto, realizzato in materiale sintetico color blu cielo, ha ottenuto il Certificato IAAF di Classe 2 per le competizioni internazionali.
Dal 1965 lo Stadio Quercia ospita il Palio Città della Quercia, che dal 1990 al 2019 ha fatto parte del circuito European Athletics Outdoor Premium Meetings della European Athletic Association e, a partire dal 2020, del circuito World Athletics Continental Tour - Silver level della World Athletics.
Lo Stadio Quercia ha inoltre ospitato due edizioni degli assoluti di atletica leggera:
- i Campionati italiani assoluti del 2014 (104ª edizione)
- i Campionati italiani assoluti del 2021 (111ª edizione)

## Calcio
Per le attività calcistiche lo stadio è dotato di un campo di m 105x64 in erba naturale e di un campo di m 90x45 in erba sintetica.

## Rugby a 15
Nel 2012 ha ospitato il campionato europeo femminile, torneo vinto dall'Inghilterra.